# 스쿼드 버스터즈
스쿼드 버스터즈(Squad Busters)는 슈퍼셀이 2024년 출시한 게임이다. 2024년 4월 23일에 캐나다, 멕시코, 스페인 등 일부 지역에 제한적으로 출시했고 2024년 5월 29일에 글로벌 정식 출시되었다.